# Eva Kryll
Eva Kryll (Amburgo, 24 marzo 1953) è un'attrice e doppiatrice tedesca.
Attrice attiva principalmente in campo televisivo ra cinema e - soprattutto - televisione, ha partecipato a una settantina di differenti produzioni, a partire dall'inizio degli anni settanta.
Come doppiatrice, ha prestato la propria voce ad attrici quali Karen Allen, Chelsea Field, Joanna Gleason, Anna Levine, Melina Kanakaredes, Ángela Molina, Nia Peeples, Vanessa Redgrave, Emma Samms, Annabella Sciorra, Kimberly Scott, Kristin Scott Thomas, ecc.

## Biografia
Nel 1985, è tra i protagonisti, nel ruolo di Laura Collins, nel film di fantascienza diretto da Roland Emmerich, Joey, una storia meravigliosa.
Dal 2005 al 2008 è nel cast della serie televisiva Il medico di campagna (Der Landarzt), dove interpreta il ruolo della Dott.ssa Katrin Husemann.
Dal 2012 al 2015 è nel cast principale della serie televisiva L'isola di Katharina (Reiff für die Insel), dove interpreta il ruolo di Marianne Reiff, la madre della protagonista Katharina Reiff (interpretata da Tanja Wedhorn).

## Filmografia parziale

### Cinema
- Joey, una storia meravigliosa, regia di Roland Emmerich (1985)
- Le ali del successo (Wings of Fame), regia di Otakar Votoček (1990)
- Am Tag als Bobby Ewing starb, regia di Lars Jessen (2005)

### Televisione
- Ein Heim für Tiere - serie TV, episodio 02x09 (1986)
- Berliner Weiße mit Schuß - serie TV, episodio 01x09 (1988)
- In guten Händen - film TV, regia di Rolf von Sydow (1988)
- Ein Kucuck im Nest - film TV, regia di Michael Günther (1988)
- L'ispettore Derrick - serie TV, episodio 19x02, regia di Zbyněk Brynych (1990)
- Schlafende Hunde - film TV, regia di Max Färberböck (1992)
- Falsche Zahlen - film TV, regia di Hartmut Griesmayr (1992)
- Happy Holiday - serie televisiva (1993)
- Liebe ist Privatsache - serie televisiva (1993)
- La nave dei sogni - serie TV, episodio 01x22 (1993)
- Zwei Münchner in Hamburg, serie TV, 8 episodi (1993)
- Lady Cop - serie TV, episodio 01x10 (1993)
- L'amore oltre - Fra la vita e la morte (Das Baby der schwangeren Toten) - film TV, regia di Wolfgang Mühlbauer (1993)
- Doppelter Einsatz - serie TV, episodio 02x07 (1995)
- Praxis Bülowbogen - serie TV, episodio 05x12 (1995)
- Amiche nemiche - serie TV, episodio 02x03 (1996)
- Wildbach - serie TV, episodio 03x11 (1996)
- Zwei Brüder - serie TV, episodio 03x03 (1996)
- Röpers letzter Tag - film TV, regia di Ralf Gregan (1997)
- Freunde wie wir - serie TV, episodio 03x35 (1997)
- Für alle Fälle Stefanie - serie TV, episodio 01x11 (1997)
- Bloch - serie TV, 5 episodi (2002-2004)
- Die Eltern der Braut - film TV (2004)
- Vater werden ist nicht schwer - film TV (2004)
- Zwei Wochen für uns - film TV (2004)
- Schloßhotel Orth - serie TV, episodio 08x01 (2004)
- Il medico di campagna (Der Landarzt) - serie TV, 25 episodi (2005-2008)
- Adelheid und ihre Mörder - serie TV, 6 episodi (2007)
- L'isola di Katharina (Reiff für die Insel) - serie TV (2012-2015)
- Mein Lover, sein Vater und ich - film TV, regia di Holger Haase (2013)
- Dr. Klein - serie televisiva, episodi 02x04-02x06 (2015)
- Heiter bis tödlich - Akte Ex - serie TV, episodio 03x06 (2016)
- Gli specialisti (Die Spezialisten - Im Namen der Opfer) - serie TV, episodio 01x07 (2016)
- SOKO Wismar - serie TV, episodio 14x12 (2016)
- Un'estate a Maiorca (Ein Sommer auf Mallorca) - film TV, regia di Florian Gärtner (2018)